# 顔延之
顔 延之（がん えんし、384年 - 456年）は、南朝宋の文学者。字は延年。本貫は琅邪郡臨沂県。南朝宋の文帝や孝武帝の宮廷文人として活躍し、謝霊運・鮑照らと「元嘉三大家」に総称される。また謝霊運と併称され「顔謝」とも呼ばれる。曾祖父は東晋の右光禄大夫の顔含。祖父は顔約。父は顔顕。従兄は顔邵。

## 経歴
顔延之は門閥貴族の家柄に生まれたが、父を幼少の頃に失ったことから没落し、家は貧しかったという。顔延之は読書を好み、目にしない書物はなく、詩文の美しさは当時に卓越していたが、酒に酔うと細かい礼法を無視した振る舞いをし、30になっても独身であった。顔延之の妹は劉裕（後の南朝宋の武帝）の腹心劉穆之の子の劉慮之の妻であり、劉穆之も顔家と代々のよしみで、顔延之の才能の評判も聞いていた。このため劉穆之は彼を仕官させようと思い、その前に会っておこうとしたが、顔延之は会いに行こうとしなかった。後に後将軍劉柳の行参軍となる。義熙11年（415年）、劉柳が江州刺史となると、その功曹として治所の尋陽に赴任し、当地に隠棲していた陶淵明と知り合い、年齢を超えて親しく交際した。後年陶淵明が死去すると、顔延之は「陶徴士誄」を著しその死を悼んでいる。
義熙12年（416年）、劉裕が後秦征伐の遠征を起こして西晋の旧都洛陽を回復すると、朝廷では彼に宋公の爵位を授けることとなり、顔延之は勅使として洛陽に赴いた。この道中に作った詩2首は、重臣の謝晦と傅亮の賞賛を浴びた。永初元年（420年）、南朝宋が建国されると、顔延之は太子舎人に任じられた。
当時、尚書令の傅亮は自分の文才を自負していたが、顔延之も自らの才能を負けずに誇ったため、傅亮は彼をひどく憎んだ。また皇太子劉義符（後の少帝）のすぐ下の弟の廬陵王劉義真は謝霊運・顔延之らと親密で、自らが皇帝になることがあれば、彼らを宰相に任ずると公言しており、徐羨之ら重臣たちから強く警戒されていた。このため永初3年（422年）に少帝が即位すると、顔延之は徐羨之らの策謀によって、廬陵王から引き離され、始安郡太守として都から出された。
文帝即位後の元嘉3年（426年）、徐羨之・傅亮らが誅殺されると、顔延之は都に呼び戻され、中書侍郎・太子中庶子・歩兵校尉を歴任した。だが顔延之は劉湛・殷景仁らが重臣として要職を独占していることに不満で、彼らにしばしば逆らった。劉湛（劉柳の子）に対し「私の官位が昇進しないのはお前の家の下働きをしていたからだ」と言ったことで彼の怨みを買い、元嘉11年（434年）、劉湛と彭城王劉義康により永嘉郡太守に左遷させられることになった。顔延之がこれに憤慨し、竹林の七賢の5人に自らをなぞらえた「五君詠」を作ると、劉湛と劉義康は詩の内容が傲慢だとしてさらに怒り、顔延之は以後7年間の蟄居謹慎を余儀なくされた。元嘉13年（436年）、東晋の恭帝の褚皇后の葬儀の際、顔延之に侍中任命の命令が下ったが、酒に酔っていた顔延之は届けられた文書を地面に投げつけ、「生者に仕えることもできないのに、死者に仕えることなどできるものか」と言い放ったという。
元嘉17年（440年）、劉湛が誅殺されると、始興王劉濬の諮議参軍と御史中丞を兼任したが、仕事ぶりはいい加減で、官吏の不正をまったく取り締まらなかったという。国子祭酒・司徒左長史に転任したが、不正行為に連座し弾劾されて免官となった。後に秘書監・光禄勲・太常を歴任し、元嘉30年（453年）に致仕を願い出て許される。同年、皇太子の劉劭が父の文帝を殺害すると、彼によって光禄大夫に任じられた。孝武帝が即位すると金紫光禄大夫となり、湘東王劉彧（後の明帝）の教育係を兼任した。
孝建3年（456年）に死去、享年73。散騎常侍と特進を追贈され、憲子と諡された。
顔延之は偏狭で感情が激しく、酒に酔ってはしばしば他人を攻撃し、まったくはばかることがなかった。一方で身の処し方は慎ましく、財産に興味はなく、つねに粗末な衣食で間に合わせていた。子の顔竣が孝武帝の重臣として権勢を誇っていた時も、顔延之は子からの支給を一切受け付けず、もとの粗末な屋敷に住んでいた。村里に遊びに出かけ、旧知の者に会うたびに、馬に乗ったまま酒を所望し、酒がもらえればご機嫌だった。郊外の野原で独酌し、心にかなっている時は、いつもそばに人がいないかのように振る舞っていたという。

## 文学作品
顔延之は劉宋の宮廷文人として活躍したため、宮廷の宴席の場で皇帝たちの命によって作られた応制詩が重要な位置を占めている。それらの詩の内容は、典故による荘重な言辞と緻密に構成された対句を用い、天子や皇室の徳を称えるものである。宮廷詩人としての名声は生前には非常に高かったが、その当時においても、過度の修辞主義的な作風による難解さや人工性を批判される時があった。鍾嶸の『詩品』では、同時代の詩人湯恵休による「謝詩は芙蓉の水を出づるが如し、顔は采（いろどり）を錯（まじ）えて金を鏤（ちりば）むるが如し」という謝霊運と顔延之を比較した言葉を紹介し、謝霊運の詩が表現する自然な美しさには及ばないと評している。後世の評価でも、「五君詠」「北使洛」や春秋時代の魯の女性秋胡の物語を詠った楽府「秋胡詩」などを例外として、同時代の謝霊運・鮑照の詩には及ばないとする見方が一般的である。
文章の方面では、「三月三日曲水詩序」「祭屈原文」「陽給事誄」「陶徴士誄」などが六朝時代を代表する名文として評価されている。なお、彼に文を学んだ弟子として范徳機がいる。

## 伝記資料
- 『宋書』巻73
- 『南史』巻34
- 『六朝詩人傳』興膳宏編（大修館書店、2000年）

## 関連資料
- 桂林市 - 市の中心部にある独秀峰の名前はこの山を詠んだ顔延之の詩句（逸詩）にもとづき、山下には顔延之が読書したと言い伝えのある洞窟「読書岩」が残されている。